# Lipa pri Frankolovem
Lipa pri Frankolovem je naselje u slovenskoj Općini Vojniku. Lipa pri Frankolovem se nalazi u pokrajini Štajerskoj i statističkoj regiji Savinjskoj. 

## Stanovništvo
Prema popisu stanovništva iz 2002. godine naselje je imalo 157 stanovnika.